# Leptotyphlops howelli
Espèce
Statut de conservation UICN

 DD  : Données insuffisantes
Leptotyphlops howelli est une espèce de serpents de la famille des Leptotyphlopidae.

## Répartition
Cette espèce est endémique de Tanzanie. Elle se rencontre à 15 m d'altitude dans le district de Rufiji dans la région de Pwani.

## Étymologie
Cette espèce est nommée en l'honneur de Kim M. Howell.

## Publication originale
- Broadley, & Wallach, 2007 : A revision of the genus Leptotyphlops in northeastern Africa and southwestern Arabia (Serpentes: Leptotyphlopidae). Zootaxa, n. 1408, p. 1–78.